# Gare de Diegem
La gare de Diegem est une gare ferroviaire belge de la ligne 36, Bruxelles-Nord - Liège-Guillemins, située à Diegem section de la commune de Machelen dans la province du Brabant flamand en Région flamande.
Elle est mise en service en 1866 par les Chemins de fer de l'État belge.
C'est une halte voyageurs de la Société nationale des chemins de fer belges (SNCB), desservie par des trains InterCity (IC) et Suburbains (S).

## Situation ferroviaire
Établie à 34 mètres d'altitude, la gare de Diegem est située au point kilométrique (PK) 7,306 de la ligne 36, de Bruxelles-Nord à Liège-Guillemins, entre les gares de Haren-Sud et de Zaventem.

## Histoire

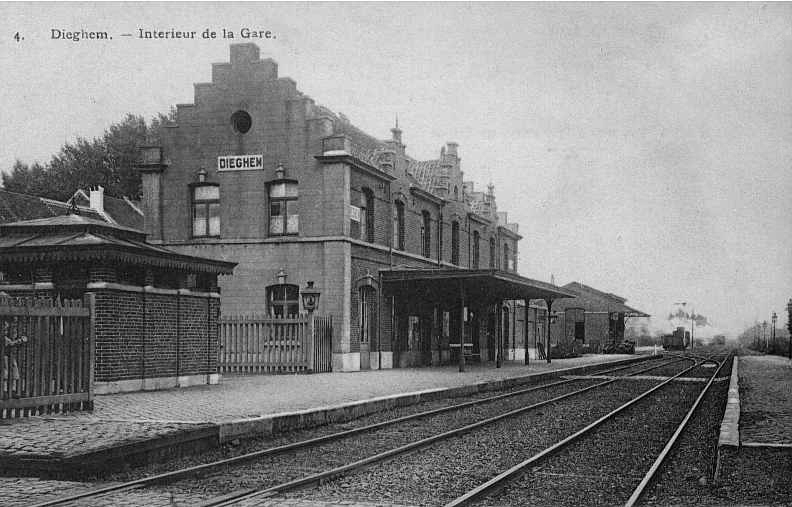
La station vers 1900.

La construction d'un chemin de fer direct de Bruxelles à Louvain, réclamée de longue date afin de mettre fin au détour par Malines, fait l'objet de la loi du 14 avril 1862 et sa construction est est adjugée en décembre 1864.
Au milieu de l'année 1865, alors que les travaux ne sont pas encore achevés, le bâtiment des recettes et la maisonnette de garde-barrière sont déjà terminés.
La station de « Dieghem », de 5e classe, est mise en service le 17 décembre 1866 par les Chemins de fer de l'État belge, lorsqu'ils ouvrent l'exploitation du service des marchandises sur la section à deux voies de Bruxelles-Nord à Louvain. Le service des voyageurs n'est ouvert que le 13 janvier 1867.
Elle dispose d'un abri à voyageurs et d'une halle à marchandises lesquels ont été adjugés en même temps que ceux des trois autres stations de la ligne le 7 février 1866 à l'hôtel du gouvernement provincial, rue du Chêne. Le bâtiment des recettes a été adjugé séparément ; comme les gares de Diegem, Zaventem et Veltem, mises en service simultanément, ce bâtiment correspond au plan standard à pignons à gradins avec sept travées.
En 1900, elle dispose toujours de son important bâtiment voyageurs d'origine, qui comporte sept ouvertures et un étage plus combles sous une toiture à deux pans. Il y a également un pavillon des latrines et une halle à marchandises avec voies de garage (voir image ci-contre).
La graphie du nom est modifiée officiellement le 2 janvier 1936, « Dieghem » devient « Diegem ».
Le guichet est fermé le 23 mai 1993.
Après le réaménagement de l'infrastructure de la halte du fait du passage de la ligne à quatre voies, la réalisation d'un nouveau bâtiment en verre, les aménagements des entrées et des quais avec notamment l'installation d'auvents et d'abris, dus à Eurostation (cabinet d'architecture d'Infrabel), sont effectués entre 2008 et 2010.

## Service des voyageurs

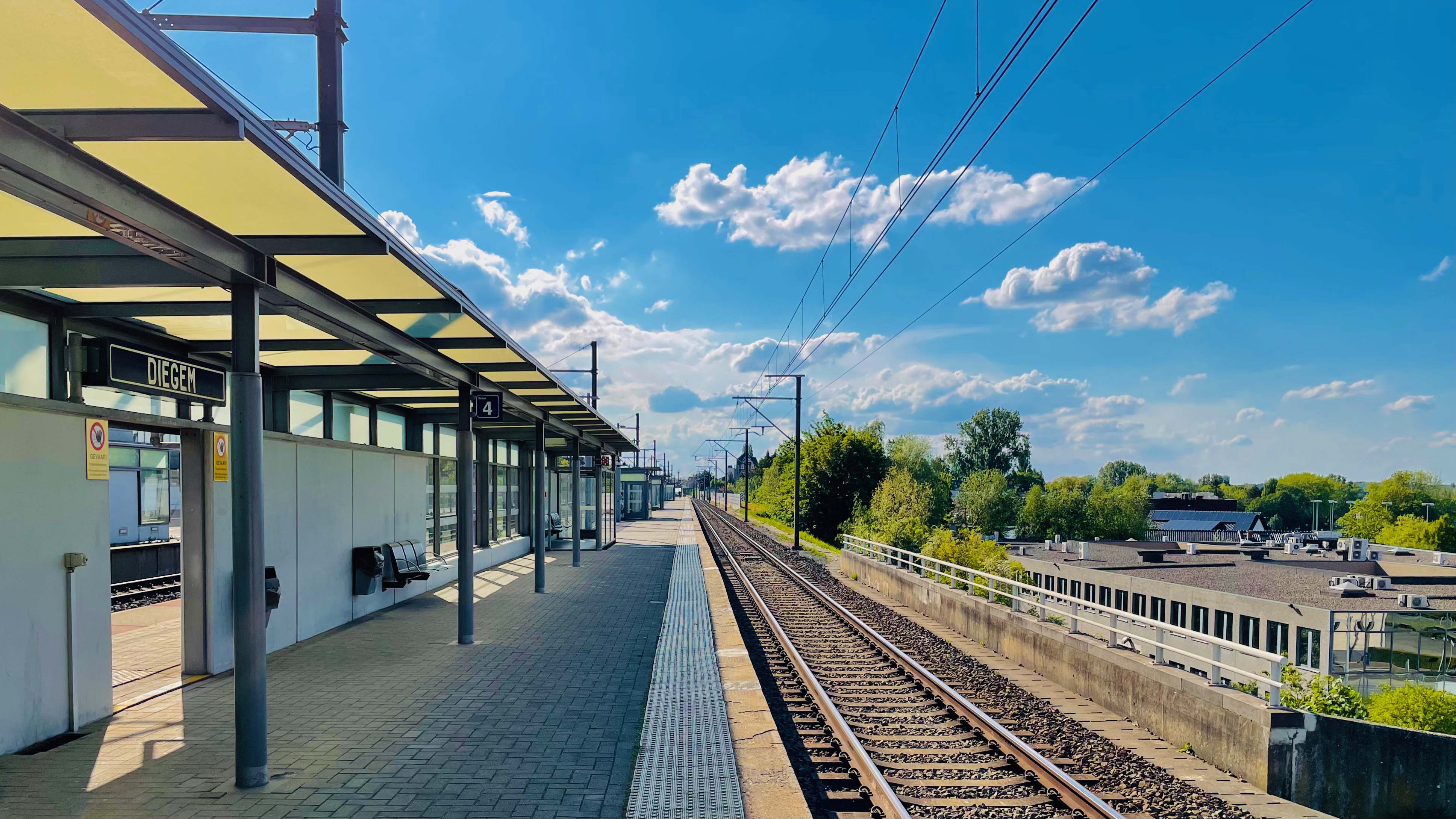
Quai de la halte (2023).

### Accueil
Halte SNCB, c'est un point d'arrêt non géré (PANG) à accès libre, équipée d'un automate pour l'achat de titres de transport et d'un panneau d'information à l'entrée de la Stationsstraat (rue de la station). Les quais surélevés sont équipés d'abris.
Un passage souterrain permet la traversée des voies et le passage d'un quai à l'autre.

### Desserte
Diegem est desservie par des trains InterCity (IC) et des trains Suburbains (S),.
En semaine, les week-ends et jours fériés, la gare est desservie dans chaque sens par deux trains S2 : Braine-le-Comte (ou Bruxelles-Midi) - Louvain, et un train IC de la relation Tournai - Bruxelles-Midi - Bruxelles-Aéroport-Zaventem par heure.
Des trains de la ligne S9 du RER bruxellois (Nivelles - Braine-l’Alleud - Louvain - Landen) via Evere, Schuman et Etterbeek se rajoutent une fois par heure, uniquement en semaine.

### Intermodalité
Un parc pour les vélos (gratuit) et un parking pour les véhicules (gratuit) y sont aménagés.

## Comptage voyageurs
Ce graphique et tableau montre le nombre de voyageurs embarquant en moyenne durant la semaine, le samedi et le dimanche.
| Nombre de passagers qui embarquent à la gare de Diegem | Nombre de passagers qui embarquent à la gare de Diegem | Nombre de passagers qui embarquent à la gare de Diegem | Nombre de passagers qui embarquent à la gare de Diegem |
|                                                        | Semaine                                                | Samedi                                                 | Dimanche                                               |
| ------------------------------------------------------ | ------------------------------------------------------ | ------------------------------------------------------ | ------------------------------------------------------ |
| 1977                                                   | 867                                                    | 127                                                    | 96                                                     |
| 1978                                                   | 741                                                    | 101                                                    | 73                                                     |
| 1979                                                   | 727                                                    | 119                                                    | 93                                                     |
| 1980                                                   | 658                                                    | 120                                                    | 94                                                     |
| 1981                                                   | 612                                                    | 110                                                    | 88                                                     |
| 1982                                                   | 618                                                    | 87                                                     | 70                                                     |
| 1983                                                   | 522                                                    | 83                                                     | 64                                                     |
| 1984                                                   | 421                                                    | 71                                                     | 76                                                     |
| 1985                                                   | 417                                                    | 88                                                     | 94                                                     |
| 1986                                                   | 391                                                    | 80                                                     | 62                                                     |
| 1987                                                   | 381                                                    | 77                                                     | 79                                                     |
| 1988                                                   | 294                                                    | 48                                                     | 36                                                     |
| 1989                                                   | 225                                                    | 47                                                     | 30                                                     |
| 1990                                                   | 231                                                    | 52                                                     | 41                                                     |
| 1991                                                   | 270                                                    | 52                                                     | 35                                                     |
| 1992                                                   | 276                                                    | 43                                                     | 34                                                     |
| 1993                                                   | 285                                                    | 38                                                     | 53                                                     |
| 1994                                                   | 276                                                    | 47                                                     | 31                                                     |
| 1995                                                   | 250                                                    | 35                                                     | 37                                                     |
| 1996                                                   | 344                                                    | 64                                                     | 39                                                     |
| 1997                                                   | 381                                                    | 95                                                     | 72                                                     |
| 1998                                                   | 429                                                    | 72                                                     | 50                                                     |
| 1999                                                   | 471                                                    | 68                                                     | 45                                                     |
| 2000                                                   | 617                                                    | 122                                                    | 72                                                     |
| 2001                                                   | 611                                                    | 116                                                    | 80                                                     |
| 2002                                                   | 545                                                    | 82                                                     | 74                                                     |
| 2003                                                   | 563                                                    | 128                                                    | 74                                                     |
| 2004                                                   | 907                                                    | 112                                                    | 112                                                    |
| 2005                                                   | 885                                                    | 164                                                    | 156                                                    |
| 2006                                                   | 1 019                                                  | 168                                                    | 148                                                    |
| 2007                                                   | 974                                                    | 156                                                    | 100                                                    |
| 2008                                                   | -                                                      | -                                                      | -                                                      |
| 2009                                                   | 1 083                                                  | 120                                                    | 76                                                     |
| 2010                                                   | -                                                      | -                                                      | -                                                      |
| 2011                                                   | -                                                      | -                                                      | -                                                      |
| 2012                                                   | 1 356                                                  | 204                                                    | 172                                                    |
| 2013                                                   | 1 167                                                  | 235                                                    | 156                                                    |
| 2014                                                   | 1 129                                                  | 204                                                    | 169                                                    |
| 2015                                                   | 1 190                                                  | 226                                                    | 200                                                    |
| 2016                                                   | 1 177                                                  | 288                                                    | 217                                                    |
| 2017                                                   | 1 353                                                  | 319                                                    | 244                                                    |
| 2018                                                   | 1 370                                                  | 313                                                    | 291                                                    |
| 2019                                                   | 1 357                                                  | 453                                                    | 337                                                    |
| 2020                                                   | 669                                                    | 252                                                    | 179                                                    |
| 2021                                                   | -                                                      | -                                                      | -                                                      |
| 2022                                                   | 1 380                                                  | 685                                                    | 498                                                    |
| 2023                                                   | 1 514                                                  | 856                                                    | 483                                                    |
| 2024                                                   | 1 710                                                  | 721                                                    | 549                                                    |